# Sempervivum ermanicum
Sempervivum ermanicum ist eine Pflanzenart aus der Gattung der Hauswurzen (Sempervivum) in der Familie der Dickblattgewächse (Crassulaceae).

## Beschreibung

### Vegetative Merkmale
Sempervivum ermanicum wächst als Rosettenpflanze mit einem Durchmesser von 6 bis 8 Zentimeter (selten bis zu 10 Zentimeter). Ihre dicken, bräunlichen, dicht drüsig-flaumhaarigen Ausläufer sind 20 bis 25 Zentimeter lang. Die lanzettlich verkehrt eiförmigen, zur Spitze abrupt verschmälerten, dunkelgrünen Laubblätter sind an ihren Rändern drüsig bewimpert.

### Generative Merkmale
Der Blütentrieb erreicht eine Länge von 20 bis 30 Zentimeter (selten bis zu 40 Zentimeter). Er trägt breit lanzettliche, zur Spitze allmählich verschmälerte, 40 bis 50 Millimeter lange Blätter. Der ebensträußige Blütenstand ist drüsig-flaumhaarig mit ungleichmäßig langen Haaren. Die 12- bis 15-zähligen Blüten weisen einen Durchmesser von 3 bis 3,5 Zentimeter auf. Ihre länglichen Kelchblätter sind an ihrer Basis miteinander verwachsen. Entlang der Ränder und auf der Rückseite sind sie lang drüsig-flaumhaarig. Ihre Innenseite ist kahl. Die lanzettlichen Kronblätter sind zur Spitze allmählich verschmälert. Ihre Spitze ist lang drüsig-flaumhaarig, die Ränder unregelmäßig drüsig-flaumhaarig. Die dunkel purpurvioletten, 15 bis 17 Millimeter langen Kronblätter besitzen einen dunklen Mittelstreifen und sind in der Nähe ihres Randes weiß. Die Staubbeutel sind hell gelblich purpurfarben.

## Systematik und Verbreitung
Sempervivum ermanicum ist in Georgien im Zentral-Transkaukasien auf vulkanischen Felsen in Höhen von 2600 bis 3000 Metern verbreitet. Die Art ist nur vom Typusfundort bekannt.
Die Erstbeschreibung durch Frau M. Z. Gurgenidze wurde 1969 veröffentlicht.

## Nachweise